# Castulo doubledayi
Espèce
Castulo doubledayi est une espèce de lépidoptères (papillons) de la famille des Erebidae et de la sous-famille des Arctiinae. 

## Distribution
Cette espèce est endémique d'Australie. Elle se rencontre en Australie-Méridionale, en Nouvelle-Galles du Sud, en Tasmanie et au Victoria.

## Étymologie
Son nom d'espèce, doubledayi, lui a été donné en l'honneur d'Edward Doubleday, avec qui l'auteur de cette espèce, Edward Newman, a travaillé.

## Description
L'envergure de ce papillon atteint jusqu'à 30 mm.